# Црква светог арханђела Гаврила (Чобанац)
Црква светог арханђела Гаврила је један од православних храмова Српске православне цркве у Чобанцу (мађ. Csobánka). Црква припада Будимској епархији Српске православне цркве.
Црква је посвећена светом арханђелу Гаврилу.

## Историјат
На месту данашње цркве постојала је првобитна црква брвнара која је подигнута непосредно после велике сеобе.Садашња црква од камена и опеке, Црква светог арханђела Гаврила је мала, складна сеоска црква са звоником, подигнута 1746. године. Иконостасна преграда је једноставна, са четири стубића у средњој и горњој зони. Иконопис потиче из друге половине 18. века и у питању је барокна наива.
Иконе на иконостасу ослиако је крајем 18. века непознати иконописац, приучени занатлија. Спадају у познобарокну примитиву.
У цркви се чува икона Богородица заклона, коју је насликао зограф Никола Проданови 1773. године. Представља копију атоске (ватопедске) иконе.
Црква светог арханђела Гаврила у Чобанцу је парохија Архијерејског намесништва будимског чији је Архијерејски намесник Протојереј Зоран Остојић. Администратор парохије је јереј Љубо Милисавић.